# Agrocybe praecox
Agrocybe précoce
Espèce
Agrocybe praecox, de son nom vernaculaire, l'agrocybe précoce est un champignon basidiomycète du genre Agrocybe et de la famille des Strophariaceae.

## Description
Chapeau légèrement mamelonné, lisse mais pouvant se craqueler lorsqu'il fait sec, de couleur brun rosé à beige pâle. 
Lames adnées, beige pâle puis brunâtres. 
Stipe cylindrique fibrilleux beige pâle, sali de brunâtre par la base, qui est parfois bulbeuse. 
Anneau membraneux et fragile, se déchirant et disparaissant souvent. 
Odeur farineuse et saveur farineuse amarescente. 
Spores < 10 micromètres.

## Habitat
Poussant au printemps et au début de l'été, en bord de chemins ou en sous-bois, souvent dans l'herbe, grégaire, parfois cespiteux. 